# Stopcodon

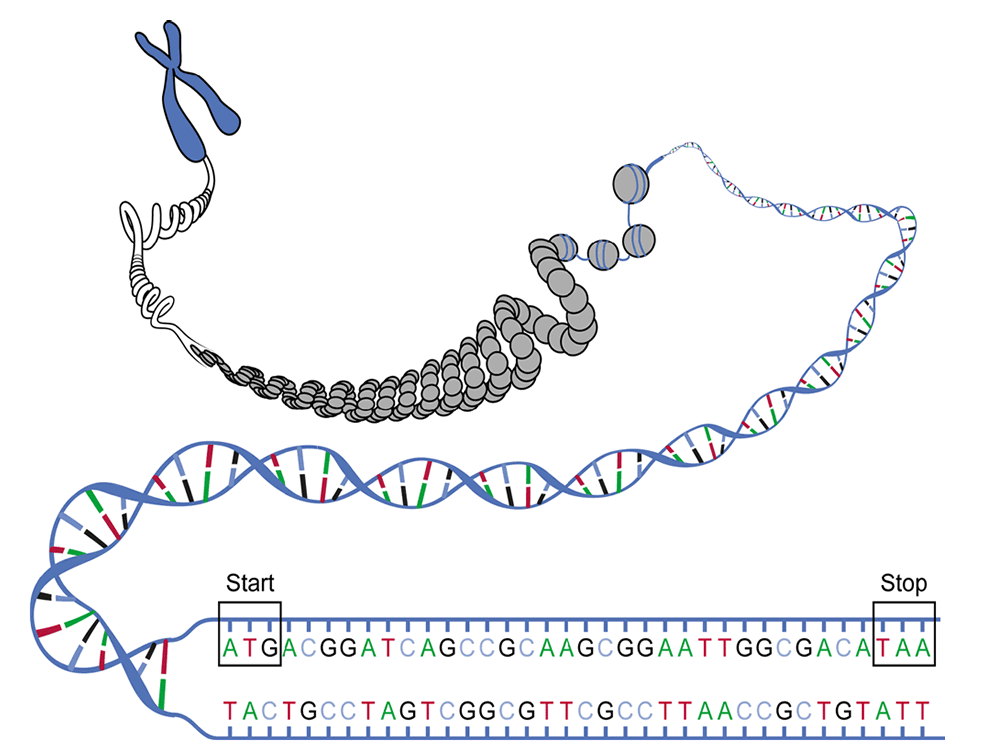
Schematische voorstelling van DNA met een open leesraam van start- tot en met stopcodon. Dit voor eiwitten en peptiden coderende gedeelte wordt door niet te transleren gedeelten (untranslated regions (UTR)) geflankeerd, die ook naar het mRNA overgeschreven worden.

Een stopcodon of terminatorcodon, ook nonsense-codon is een specifiek codon van het DNA of mRNA. Het gedeelte van het start- tot en met het stopcodon is het open leesraam.

## Transcriptie
Transcriptie is een van de drie centrale processen binnen het centrale dogma, hierbij wordt DNA tot RNA omgezet. Dit proces vindt plaats in zowel eu- als prokaryoten.
Bij transcriptie koppelt het holo-enzym RNA-polymerase op een specifieke plaats aan een DNA-keten en vouwt zich eromheen. Vervolgens ontwindt het DNA, dat daardoor nu in enkelstrengs-vorm tijdelijk toegankelijk is voor andere actieve componenten van het enzym. Vanaf het startcodon worden vervolgens steeds nieuwe nucleotiden (basen) aan de te vormen RNA-streng gekoppeld. Het RNA-polymerase beweegt zich in de zogenoemde 3' → 5'-richting over het DNA tot en met het stopcodon.
Het nieuw-gevormde RNA (5' → 3') wordt aan de achterkant weer gescheiden van het DNA. Wanneer het hele gen gekopieerd is, dus tot en met het stopcodon, koppelt het RNA-polymerase los van het DNA en wordt tevens de mRNA-keten afgestoten.
Stopcodons van het DNA zijn:
- TAA = Thymine- Adenine - Adenine
- TAG = Thymine - Adenine- Guanine
- TGA = Thymine- Guanine - Adenine

Zo bevat het Escherichia coli K-12 genoom 2705 TAA (63%), 1257 TGA (29%) en 326 TAG (8%) stopcodons.

## Translatie
Het ribosoom begint bij het vormen van een eiwit met het aflezen (translatie) van het mRNA aan het 5'-eind tot het een startcodon tegenkomt. Vanaf deze plaats worden tijdens het verder aflezen aminozuren aan het eiwit gebonden totdat het ribosoom een stopcodon tegenkomt. Alles wat na het stopcodon zit is deel van het 3' UTR.
Schematisch:
```
       start                stop
       codon                codon

---------|-------------------|---------
5'-UTR      translerend RNA     3'-UTR
```

Stopcodons van het RNA zijn:
- UAA = Uracil – Adenine – Adenine
- UAG = Uracil –  Adenine – Guanine
- UGA = Uracil – Guanine  – Adenine

## Puntmutaties

### Te vroeg stoppen
Als door een puntmutatie een extra stopcodon in een gen ontstaat, wordt de transcriptie (DNA) of de translatie (mRNA) te vroeg afgebroken en wordt het eiwit niet afgemaakt. Iets meer dan een kwart van de Duchenne-patiënten hebben zo'n kleine mutatie, waardoor het eiwit dystrofine niet aangemaakt wordt.

### Doorgaan
Een doorgaanmutatie (engels:nonstop mutation) is een puntmutatie in een stopcodon, waardoor het stopcodon niet meer als zodanig herkend wordt en de transcriptie van een DNA of de translatie van een mRNA doorgaat. De meeste zo gevormde polypeptiden zijn door hun extreme lengte niet werkzaam.
Doorgaanmutaties zijn de oorzaak van verschillende aangeboren afwijkingen, zoals het adrenogenitaal syndroom.